# 社会爱国主义
社会爱国主义（英語：Social patriotism），又称社会沙文主义（Social chauvinism），是一种公开表达的爱国立场，它将爱国主义与社会主义结合在一起。这个概念最早出现在第一次世界大战初期，当时多数社会民主党人选择支持各自国家的战争努力，放弃社会主义国际主义和工人阶级的团结。
社会爱国主义可以被描述为激进或狂热的爱国主义，尤其是在战争时期，社会民主党人表现出对本国政府和文化等的强烈支持。在第一次世界大战期间，大多数社会民主党采取社会爱国主义立场，只有少数例外。大多数社会民主主义者放弃反军国主义立场和工人阶级国际团结的理念，转而支持“保卫祖国”，并走向社会爱国主义，最典型的例子是德国社会民主党和工人国际法国支部。
第二国际左翼呼吁支持者与社会爱国主义决裂，最终促成第三国际的建立。